# Grand Prix Kanady 2017
Grand Prix Kanady 2017 (oficjalnie Formula 1 Grand Prix du Canada 2017) – siódma eliminacja Mistrzostw Świata Formuły 1 w sezonie 2017. Grand Prix odbyło się w dniach 9–11 czerwca 2017 roku na torze Circuit Gilles Villeneuve w Montrealu.

## Lista startowa
Źródło: Wyprzedź Mnie!
| Nr | Kierowca          | Zespół                           | Samochód                      | Silnik                | Opony |
| -- | ----------------- | -------------------------------- | ----------------------------- | --------------------- | ----- |
| 2  | Stoffel Vandoorne | McLaren Honda Formula 1 Team     | McLaren MCL32                 | Honda RA617H 1.6T V6  | P     |
| 3  | Daniel Ricciardo  | Red Bull Racing                  | Red Bull RB13                 | TAG Heuer 1.6T V6     | P     |
| 5  | Sebastian Vettel  | Scuderia Ferrari                 | Ferrari SF70H                 | Ferrari 059/5 1.6T V6 | P     |
| 7  | Kimi Räikkönen    | Scuderia Ferrari                 | Ferrari SF70H                 | Ferrari 062 1.6T V6   | P     |
| 8  | Romain Grosjean   | Haas F1 Team                     | Haas VF-17                    | Ferrari 062 1.6T V6   | P     |
| 9  | Marcus Ericsson   | Sauber F1 Team                   | Sauber C36                    | Ferrari 059/5 1.6T V6 | P     |
| 11 | Sergio Pérez      | Sahara Force India F1 Team       | Force India VJM10             | Mercedes 1.6T V6      | P     |
| 14 | Fernando Alonso   | McLaren Honda Formula 1 Team     | McLaren MCL32                 | Honda RA617H 1.6T V6  | P     |
| 18 | Lance Stroll      | Williams Martini Racing          | Williams FW40                 | Mercedes 1.6T V6      | P     |
| 19 | Felipe Massa      | Williams Martini Racing          | Williams FW40                 | Mercedes 1.6T V6      | P     |
| 20 | Kevin Magnussen   | Haas F1 Team                     | Haas VF-17                    | Ferrari 059/5 1.6T V6 | P     |
| 26 | Daniił Kwiat      | Scuderia Toro Rosso              | Toro Rosso STR12              | Renault 1.6T V6       | P     |
| 27 | Nico Hülkenberg   | Renault Sport Formula One Team   | Renault R.S.17                | Renault 1.6T V6       | P     |
| 30 | Jolyon Palmer     | Renault Sport Formula One Team   | Renault R.S.16                | Renault 1.6T V6       | P     |
| 31 | Esteban Ocon      | Sahara Force India F1 Team       | Force India VJM10             | Mercedes 1.6T V6      | P     |
| 33 | Max Verstappen    | Red Bull Racing                  | Red Bull RB13                 | TAG Heuer 1.6T V6     | P     |
| 44 | Lewis Hamilton    | Mercedes AMG Petronas Motorsport | Mercedes AMG F1 W08 EQ Power+ | Mercedes 1.6T V6      | P     |
| 55 | Carlos Sainz Jr.  | Scuderia Toro Rosso              | Toro Rosso STR12              | Renault 1.6T V6       | P     |
| 77 | Valtteri Bottas   | Mercedes AMG Petronas Motorsport | Mercedes AMG F1 W08 EQ Power+ | Mercedes 1.6T V6      | P     |
| 94 | Pascal Wehrlein   | Sauber F1 Team                   | Sauber C36                    | Ferrari 059/5 1.6T V6 | P     |
| Nr | Kierowca          | Zespół                           | Samochód                      | Silnik                | Opony |

## Wyniki

### Sesje treningowe
Źródło: Wyprzedź Mnie!
| Sesja | Nr | Kierowca         | Konstruktor | Czas     | Okr. |
| ----- | -- | ---------------- | ----------- | -------- | ---- |
| 1     | 44 | Lewis Hamilton   | Mercedes    | 1:13,809 | 36   |
| 2     | 7  | Kimi Räikkönen   | Ferrari     | 1:12,935 | 41   |
| 3     | 5  | Sebastian Vettel | Ferrari     | 1:12,572 | 20   |

### Kwalifikacje

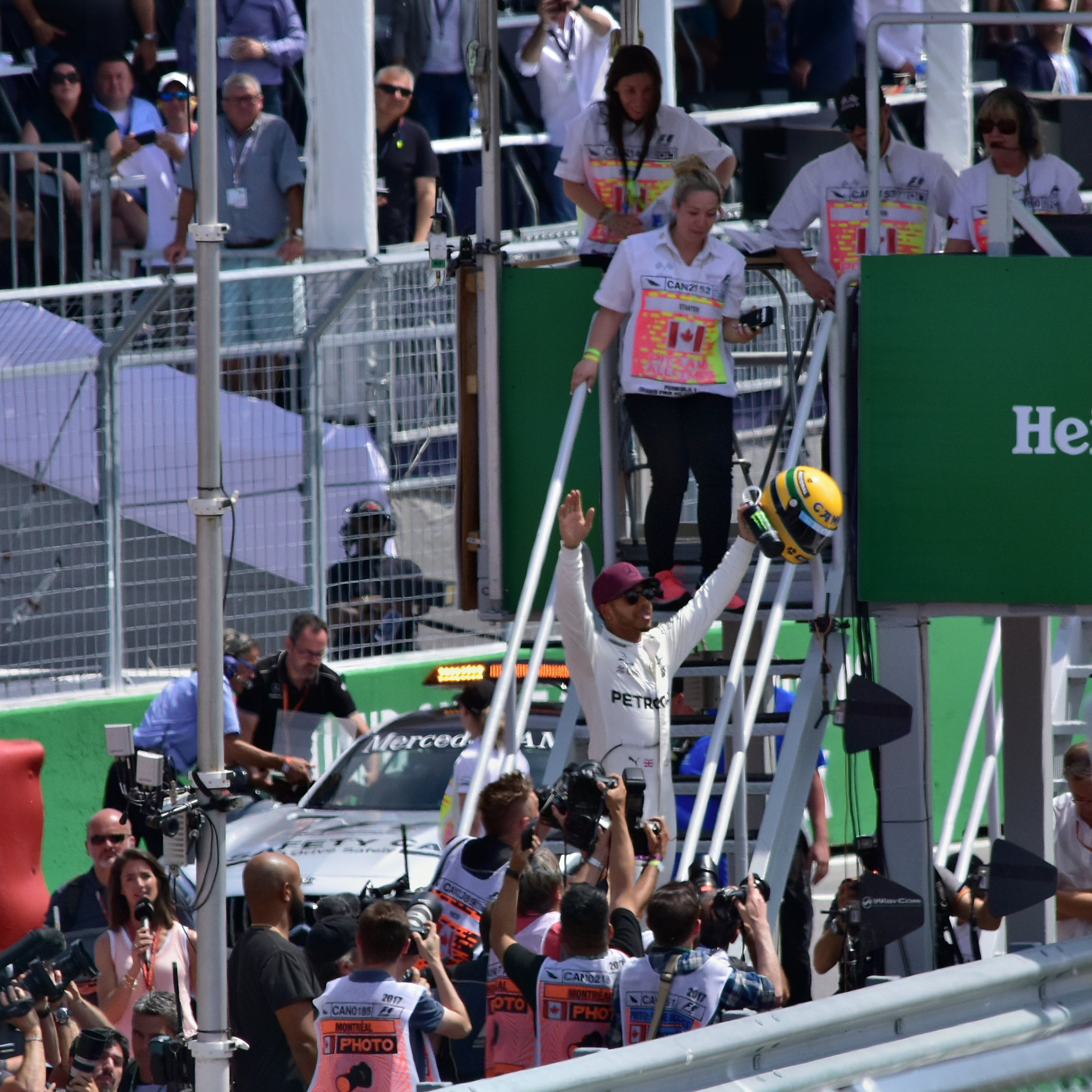
Lewis Hamilton z kaskiem Ayrtona Senny po zdobyciu pole position

Źródło: Wyprzedź Mnie!
| Poz. | Nr | Kierowca          | Konstruktor          | Q1       | Q2       | Q3       | Poz. s. |
| --- | --- | ----------------- | -------------------- | -------- | -------- | -------- | ------- |
| 1 | 44 | Lewis Hamilton    | Mercedes             | 1:12,692 | 1:12,496 | 1:11,459 | 1       |
| 2 | 5 | Sebastian Vettel  | Ferrari              | 1:13,046 | 1:12,749 | 1:11,789 | 2       |
| 3 | 77 | Valtteri Bottas   | Mercedes             | 1:12,685 | 1:12,563 | 1:12,177 | 3       |
| 4 | 7 | Kimi Räikkönen    | Ferrari              | 1:13,548 | 1:12,580 | 1:12,252 | 4       |
| 5 | 33 | Max Verstappen    | Red Bull–TAG Heuer   | 1:13,177 | 1:12,751 | 1:12,403 | 5       |
| 6 | 3 | Daniel Ricciardo  | Red Bull–TAG Heuer   | 1:13,543 | 1:12,810 | 1:12,557 | 6       |
| 7 | 19 | Felipe Massa      | Williams–Mercedes    | 1:13,435 | 1:13,012 | 1:12,858 | 7       |
| 8 | 11 | Sergio Pérez      | Force India–Mercedes | 1:13,470 | 1:13,262 | 1:13,018 | 8       |
| 9 | 31 | Esteban Ocon      | Force India–Mercedes | 1:13,520 | 1:13,320 | 1:13,135 | 9       |
| 10 | 27 | Nico Hülkenberg   | Renault              | 1:13,804 | 1:13,406 | 1:13,271 | 10      |
| 11 | 26 | Daniił Kwiat      | Toro Rosso           | 1:13,802 | 1:13,690 | –        | 11      |
| 12 | 14 | Fernando Alonso   | McLaren–Honda        | 1:13,669 | 1:13,693 | –        | 12      |
| 13 | 55 | Carlos Sainz Jr.  | Toro Rosso           | 1:14,051 | 1:13,756 | –        | 13      |
| 14 | 8 | Romain Grosjean   | Haas–Ferrari         | 1:13,780 | 1:13,839 | –        | 14      |
| 15 | 30 | Jolyon Palmer     | Renault              | 1:13,990 | 1:14,293 | –        | 15      |
| 16 | 2 | Stoffel Vandoorne | McLaren–Honda        | 1:14,182 | –        | –        | 16      |
| 17 | 18 | Lance Stroll      | Williams–Mercedes    | 1:14,209 | –        | –        | 17      |
| 18 | 20 | Kevin Magnussen   | Haas–Ferrari         | 1:14,318 | –        | –        | 18      |
| 19 | 9 | Marcus Ericsson   | Sauber               | 1:14,495 | –        | –        | 19      |
| 20 | 94 | Pascal Wehrlein   | Sauber               | 1:14,810 | –        | –        | PIT     |
| Poz. | Nr | Kierowca          | Konstruktor          | Q1       | Q2       | Q3       | Poz. s. |
| \| Legenda \| Legenda \| \| ------------------------ \| ---------------------------------------------------------------------------------------------------------------------------------------------------------------------------------------------------------------------------------------------------------------- \| \| Poz. Nr Q1 Q2 Q3 Poz. s. \| Pozycja zajęta w sesji kwalifikacyjnej Numer startowy kierowcy Wynik uzyskany w pierwszej części kwalifikacji Wynik uzyskany w drugiej części kwalifikacji Wynik uzyskany w trzeciej części kwalifikacji Pozycja startowa po uwzględnięniu kar, przesunięć, itp. \| | |                   |                      |          |          |          |         |
| Legenda | |                   |                      |          |          |          |         |
| Poz. Nr Q1 Q2 Q3 Poz. s. | Pozycja zajęta w sesji kwalifikacyjnej Numer startowy kierowcy Wynik uzyskany w pierwszej części kwalifikacji Wynik uzyskany w drugiej części kwalifikacji Wynik uzyskany w trzeciej części kwalifikacji Pozycja startowa po uwzględnięniu kar, przesunięć, itp. |                   |                      |          |          |          |         |

### Wyścig

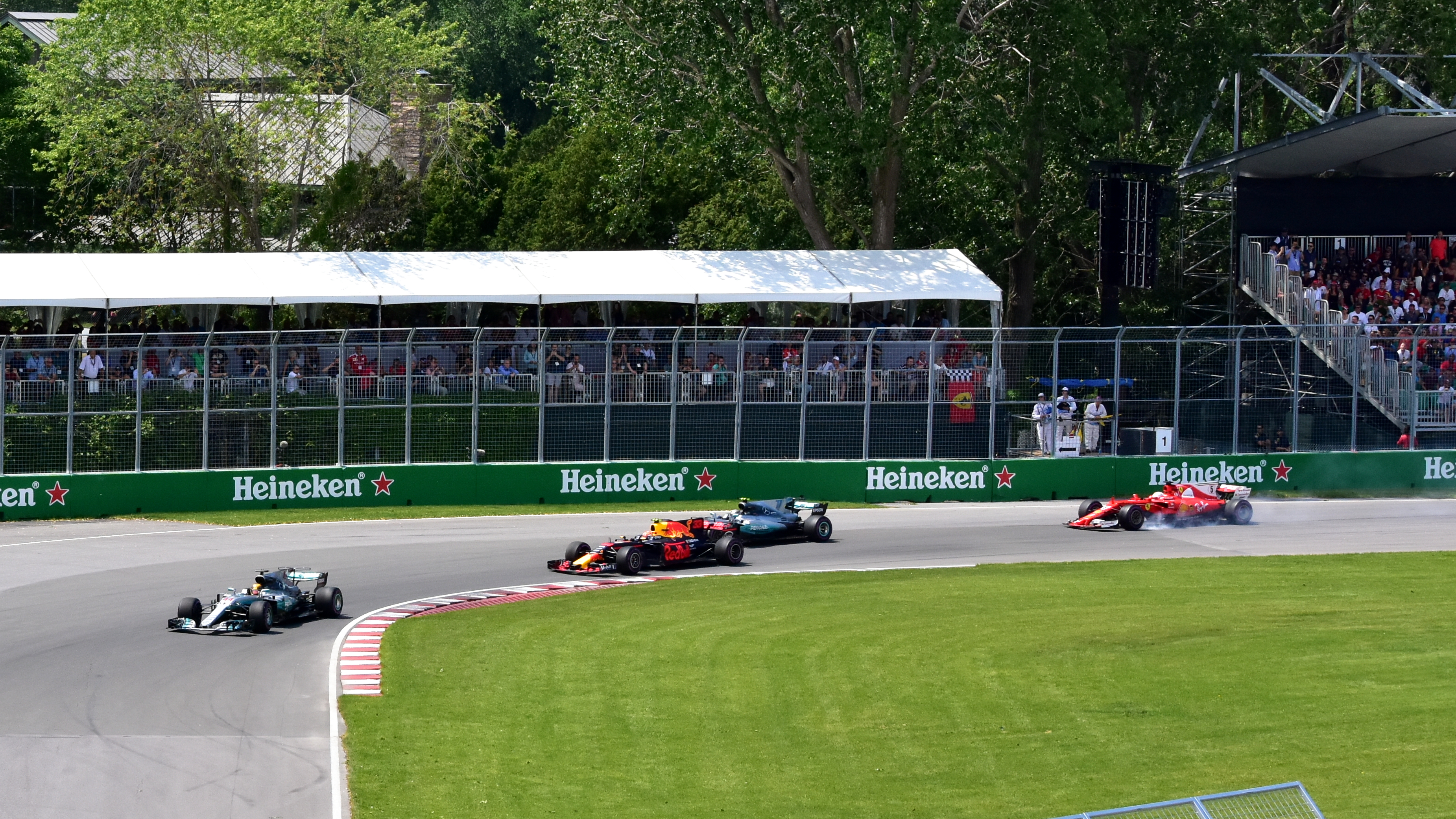
Bolidy po restarcie wyścigu

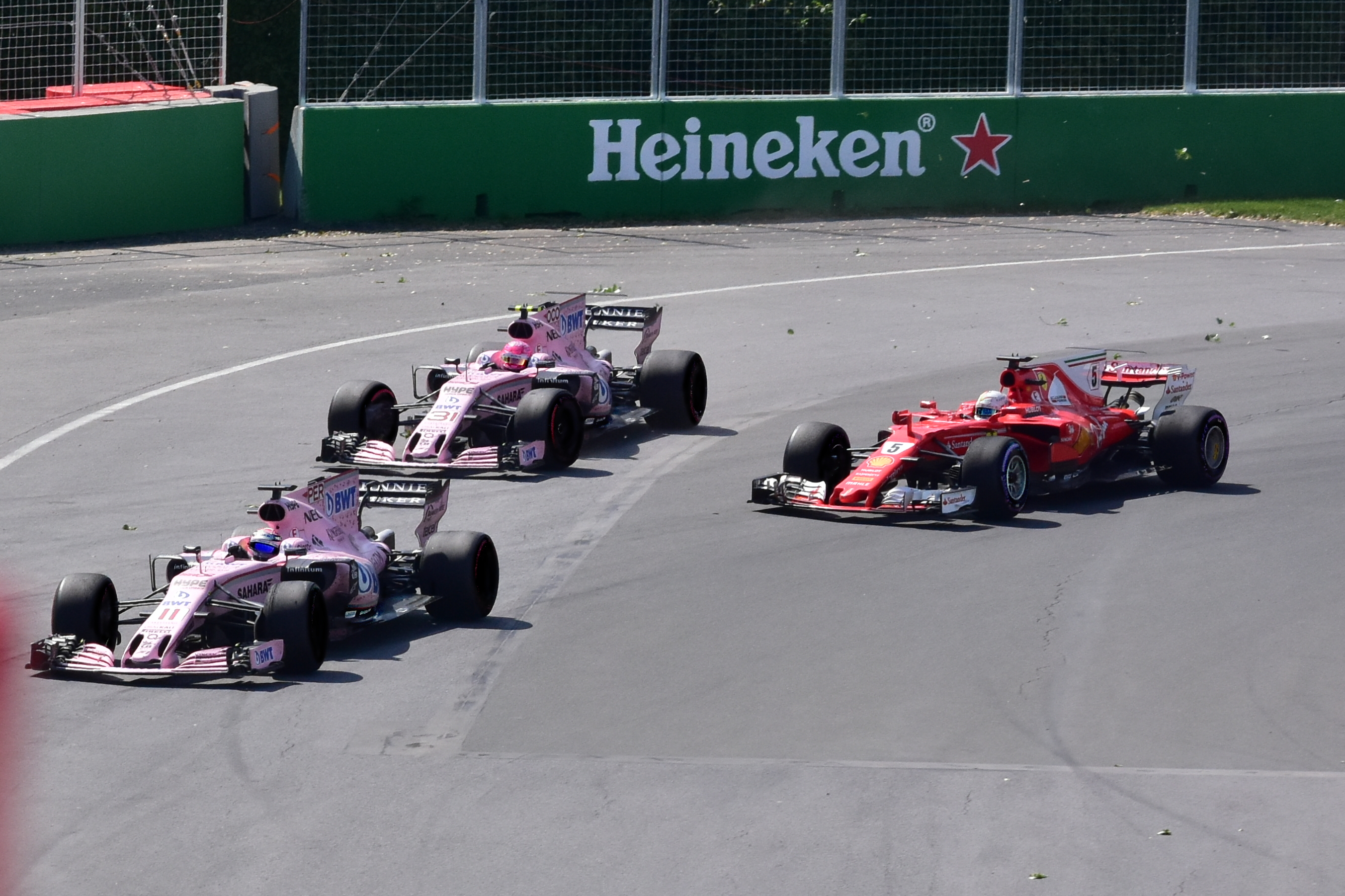
Sergio Pérez, Esteban Ocon i Sebastian Vettel podczas wyścigu

Źródło: Wyprzedź Mnie!
| P                 | + / –     | Nr | Kierowca          | Konstruktor          | Okr. | Czas / Strata | Komentarz                    |
| ----------------- | --------- | -- | ----------------- | -------------------- | ---- | ------------- | ---------------------------- |
| 1                 | Bez zmian | 44 | Lewis Hamilton    | Mercedes             | 70   | 1:33:05,154   |                              |
| 2                 | 1         | 77 | Valtteri Bottas   | Mercedes             | 70   | +0:19,783     |                              |
| 3                 | 3         | 3  | Daniel Ricciardo  | Red Bull–TAG Heuer   | 70   | +0:35,297     |                              |
| 4                 | 2         | 5  | Sebastian Vettel  | Ferrari              | 70   | +0:35,907     |                              |
| 5                 | 3         | 11 | Sergio Pérez      | Force India–Mercedes | 70   | +0:40,476     |                              |
| 6                 | 3         | 31 | Esteban Ocon      | Force India–Mercedes | 70   | +0:40,716     |                              |
| 7                 | 3         | 7  | Kimi Räikkönen    | Ferrari              | 70   | +0:58,632     |                              |
| 8                 | 2         | 27 | Nico Hülkenberg   | Renault              | 70   | +1:00,374     |                              |
| 9                 | 8         | 18 | Lance Stroll      | Williams–Mercedes    | 69   | +1 okr.       |                              |
| 10                | 4         | 8  | Romain Grosjean   | Haas–Ferrari         | 69   | +1 okr.       |                              |
| 11                | 4         | 30 | Jolyon Palmer     | Renault              | 69   | +1 okr.       |                              |
| 12                | 6         | 20 | Kevin Magnussen   | Haas–Ferrari         | 69   | +1 okr.       |                              |
| 13                | 6         | 9  | Marcus Ericsson   | Sauber               | 69   | +1 okr.       |                              |
| 14                | 2         | 2  | Stoffel Vandoorne | McLaren–Honda        | 69   | +1 okr.       |                              |
| 15                | 5         | 94 | Pascal Wehrlein   | Sauber               | 68   | +2 okr.       |                              |
| 16                | 4         | 14 | Fernando Alonso   | McLaren–Honda        | 66   | +4 okr.       | jednostka napędowa           |
| Niesklasyfikowani |           |    |                   |                      |      |               |                              |
|                   |           | 26 | Daniił Kwiat      | Toro Rosso           | 54   | +16 okr.      | jednostka napędowa           |
|                   |           | 33 | Max Verstappen    | Red Bull–TAG Heuer   | 10   | +60 okr.      | elektryka                    |
|                   |           | 19 | Felipe Massa      | Williams–Mercedes    | 0    | +70 okr.      | kolizja z Sainzem            |
|                   |           | 55 | Carlos Sainz Jr.  | Toro Rosso           | 0    | +70 okr.      | kolizja z Grosjeanem i Massą |
| P                 | + / –     | Nr | Kierowca          | Konstruktor          | Okr. | Czas / Strata | Komentarz                    |

### Najszybsze okrążenie
Źródło: Wyprzedź Mnie!
| Nr | Kierowca       | Konstruktor | Czas     | Okr. |
| -- | -------------- | ----------- | -------- | ---- |
| 44 | Lewis Hamilton | Mercedes    | 1:14,551 | 64   |

## Prowadzenie w wyścigu
Źródło: Racing–Reference.info
| Nr                              | Kierowca       | Okrążenia | Suma |
| ------------------------------- | -------------- | --------- | ---- |
| 44                              | Lewis Hamilton | 1-70      | 70   |
| \| Wykres \| \| ------ \| \| \| |                |           |      |
| Wykres                          |                |           |      |
|                                 |                |           |      |

## Klasyfikacja po zakończeniu wyścigu

### Kierowcy
| P                 | +/− | Kierowca           | Starty | Punkty | P1 | P2 | P3 | PP | NO | NS |
| ----------------- | --- | ------------------ | ------ | ------ | -- | -- | -- | -- | -- | -- |
| 1                 | 0   | Sebastian Vettel   | 7      | 141    | 3  | 3  | –  | 1  | –  | –  |
| 2                 | 0   | Lewis Hamilton     | 7      | 129    | 3  | 2  | –  | 4  | 4  | –  |
| 3                 | 0   | Valtteri Bottas    | 7      | 93     | 1  | 1  | 2  | 1  | –  | 1  |
| 4                 | 0   | Kimi Räikkönen     | 7      | 73     | –  | 1  | 1  | 1  | 2  | 1  |
| 5                 | 0   | Daniel Ricciardo   | 7      | 67     | –  | –  | 3  | –  | –  | 2  |
| 6                 | 0   | Max Verstappen     | 7      | 45     | –  | –  | 1  | –  | –  | 3  |
| 7                 | 0   | Sergio Pérez       | 7      | 44     | –  | –  | –  | –  | 1  | –  |
| 8                 | +2  | Esteban Ocon       | 7      | 27     | –  | –  | –  | –  | –  | –  |
| 9                 | −1  | Carlos Sainz Jr.   | 7      | 25     | –  | –  | –  | –  | –  | 2  |
| 10                | −1  | Felipe Massa       | 7      | 20     | –  | –  | –  | –  | –  | 1  |
| 11                | 0   | Nico Hülkenberg    | 7      | 18     | –  | –  | –  | –  | –  | 1  |
| 12                | 0   | Romain Grosjean    | 7      | 10     | –  | –  | –  | –  | –  | 2  |
| 13                | 0   | Kevin Magnussen    | 7      | 5      | –  | –  | –  | –  | –  | 2  |
| 14                | +1  | Daniił Kwiat       | 7      | 4      | –  | –  | –  | –  | –  | 2  |
| 15                | −1  | Pascal Wehrlein    | 5      | 4      | –  | –  | –  | –  | –  | 1  |
| 16                | +2  | Lance Stroll       | 7      | 2      | –  | –  | –  | –  | –  | 3  |
| 17                | −1  | Jolyon Palmer      | 7      | 0      | –  | –  | –  | –  | –  | 2  |
| 18                | −1  | Marcus Ericsson    | 7      | 0      | –  | –  | –  | –  | –  | 3  |
| 19                | 0   | Fernando Alonso    | 5      | 0      | –  | –  | –  | –  | –  | 2  |
| 20                | 0   | Antonio Giovinazzi | 2      | 0      | –  | –  | –  | –  | –  | 1  |
| 21                | 0   | Stoffel Vandoorne  | 6      | 0      | –  | –  | –  | –  | –  | 3  |
| Niesklasyfikowani |     |                    |        |        |    |    |    |    |    |    |
|                   |     | Jenson Button      | 1      | –      | –  | –  | –  | –  | –  | 1  |
| P                 | +/− | Kierowca           | Starty | Punkty | P1 | P2 | P3 | PP | NO | NS |

### Konstruktorzy
| P  | +/− | Konstruktor               | Starty | Punkty | P1 | P2 | P3 | PP | NO | NS |
| -- | --- | ------------------------- | ------ | ------ | -- | -- | -- | -- | -- | -- |
| 1  | +1  | Mercedes                  | 14     | 222    | 4  | 3  | 2  | 5  | 4  | 1  |
| 2  | −1  | Ferrari                   | 14     | 214    | 3  | 4  | 1  | 2  | 2  | 1  |
| 3  | 0   | Red Bull Racing TAG Heuer | 14     | 112    | –  | –  | 4  | –  | –  | 5  |
| 4  | 0   | Force India Mercedes      | 14     | 71     | –  | –  | –  | –  | 1  | –  |
| 5  | 0   | Toro Rosso                | 14     | 29     | –  | –  | –  | –  | –  | 4  |
| 6  | 0   | Williams Mercedes         | 14     | 22     | –  | –  | –  | –  | –  | 4  |
| 7  | 0   | Renault                   | 14     | 18     | –  | –  | –  | –  | –  | 3  |
| 8  | 0   | Haas Ferrari              | 14     | 15     | –  | –  | –  | –  | –  | 4  |
| 9  | 0   | Sauber                    | 14     | 4      | –  | –  | –  | –  | –  | 5  |
| 10 | 0   | McLaren Honda             | 12     | 0      | –  | –  | –  | –  | –  | 6  |
| P  | +/− | Kierowca                  | Starty | Punkty | P1 | P2 | P3 | PP | NO | NS |